# Magyar Orvosi Könyvkiadó Társulat
A Magyar Orvosi Könyvkiadó Társulat 1862-ben alakult Markusovszky Lajos miniszteri tanácsos kezdeményezésére, Budapest székhellyel.

## Célja
A társulat célja: orvosi szakhoz tartozó könyvek magyar nyelven kiadása által az orvosi tudományok művelését és terjesztését előmozdítani, amelyet idegen nyelven írt munkák magyar fordítása és kiadása, illetve eredeti jeles és hasznos művek kiadása és segélyezése által törekszik elérni.

## Története, tagjai
Működését 1863-ban kezdte meg. A társulat tagjai tiszteletbeli, alapító és rendes résztvevő tagok. Az alapító tagok 200 forintnyi tőkét fizettek be készpénzben. Rendes tagok évi 8 forint fizetéssel csak szakemberek, orvosok, sebészek, gyógyszerészek lehettek. Résztvevő tag bárki lehetett, aki a tagdíj befizetésére magát kötelezte. Rendes és résztvevő tagok számára a kötelezettség hat egymásutáni évre szólt. 1895 végéig a társulat kiadásában 73 kötet és 7 kisebb füzet jelent meg és pedig 69 kötetben ugyanannyi nagyobb munka és négy kötetben 18 kisebb terjedelmű mű, összesen 2832 ív, 310 színnyomatú, 10 kőnyomatú tábla, 12 fénykép és 4374 fametszet. A társulat addigi kiadványai közül az idegen nyelvekből fordított munkák száma 63, a magyar szerzőktől írt eredeti munkáké pedig 31 volt. A társulat által kiadott munkák csupán a tagok számára készültek. A társulati alapítványok száma 1895 körül 138, 1895 végén a társulat VI. folyamába beírt rendes tagok száma 907 volt, a résztvevő tagoké pedig 6, összesen az előalapító tagokkal 1055. A kiadványok a VI. folyam számára 1100 példányban állíttattak ki. A társulat vagyona az 1895 elején értékpapírokban 57030 forint és készpénzben 905 forint a magyar földhitelintézetbe betéve; készpénzben 6324 forint volt a pénztárosnál.

## Vezetői
A társulat ügyeit egy elnök és alelnök és 2 titkár, 12 budapesti és ugyanannyi vidéki tagból álló igazgatóság, és egy 5 tagból álló alapítványi bizottmány (felügyelő bizottság) intézte.

## Kiadványai
Sorozata: A Magyar Orvosi Könyvkiadó Társulat Könyvtára
A Magyar Orvosi Könyvkiadó Társulat kiadásában az orvostudománynak számos alapvető munkája jelent meg, így a többi között A belgyógyászat kézikönyve (szerk. Bókay, Kétly és Korányi, 1894—900, 6 köt.); A szemészet tankönyve (szerk. Grósz Emil, 1911—12, 3 köt); Az emberélettan tankönyve (szerk. Klug Nándor, 1892, 2 köt.); A buja vagy nemi betegségek (szerk. Róna Sámuel, 1894);' A sebészet kézikönyve (írta Stanley Boyd, ford. Bakó Sámuel, 1890). A társulat kiadásában 1914-ig megjelent 111 kötet, közte 50 magyar mü. A társulatnak 1915-ben 1413 tagja volt, vagyona pedig 133,900 K. Elnöke Tóth Lajos dr., miniszteri tanácsos, titkára Székely Ágoston dr. A M. kiadásában jelent meg egy ideig a Magyar Orvosi Archívum című folyóirat.